# Dunajska cesta, Ljubljana
Dunajska cesta je ena glavnih vpadnic in najdaljših cest v Ljubljani in ena najbolj obremenjenih v celotni Sloveniji. Poteka v smeri sever–jug. Ime je dobila po avstrijskem glavnem mestu Dunaju. 
V Kraljevini SHS se je nekdanja Wienerstrasse preimenovala v Tyrševo cesto. V času Socialistične republike Slovenije je bila cesta leta 1952 v celoti asfaltirana oz. tlakovana, tedaj se je preimenovala v Titovo cesto, po tedanjem predsedniku SFRJ Josipu Brozu Titu. Leta 1991 pa je dobila svoje prvotno ime, ki ga nosi še danes.
Začetek štiripasovne Dunajske ceste je na križišču s Slovensko, Tivolsko cesto in Trgom Osvobodilne fronte (skoraj v sameme središču mesta) v Centru. Pri Ruskem carju se cesta zoža v dvopasovnico, taka nadaljuje z Ježice na Črnuče, kjer je najnižja omejitev hitrosti, in sicer 40 km/h. Na Črnučah, tako kot na Ježici in za Bežigradom, je Dunajska cesta glavna prometnica, po njej pa je speljan tudi avtobusni promet linij (6, 6B, 7, 7L, 8, 11, 11B, 12, 12D, 13, 14, 18, 18L, 19B, 19I, 20, 20Z, 21D, 22 in 28) ter integrirana linija (3G).. Dunajska cesta se zaključi v štirikrakem križišču s Štajersko cesto na vzhodnem robu Črnuč, kjer preide v Zasavsko cesto proti Ježi, Nadgorici in dalje proti Dolu pri Ljubljani ter Litiji. Zgodovinski potek Dunajske ceste je na tem križišču zavil levo proti Trzinu in Domžalam, in tako naprej na Dunaj.

## Navezovalne ceste in ulice
Pomembnejše ceste in ulice, ki se navezujejo nanjo, so: 
- Vilharjeva cesta,
- Linhartova cesta,
- Samova ulica,
- Topniška ulica,
- servisne ceste ljubljanske obvoznice,
- Obvozna cesta ...

## Infrastruktura
Dunajska cesta po Bavarskim dvorom prečka železnico Ljubljana–Sežana s podvozom, pri Dunajskih kristalih prečka ljubljansko severno obvoznico H3, na Ježici v ravnini prečka železnico Ljubljana–Kamnik Graben s polzapornicami, s Savskim (Črnuškim) mostom, ki povezuje Ježico in Črnuče, premosti Savo, na Črnučah pa prečka potok Črnušnjico.

## Pomembnejši objekti, zgradbe in ustanove
Pomembnejši objekti in zgradbe ob in pod cesto so: 
- Gospodarsko razstavišče,
- Linhartov podhod,
- Plava laguna,
- Astra,
- Centralni stadion,
- stavba AMZS,
- WTC - Svetovni trgovinski center,
- poslovna stavba Smelta,
- hotel,
- gostilna Ruski car,
- avtokamp Ježica ...

## Javni potniški promet
Po Dunajski cesti potekajo trase več mestnih avtobusnih linij (6, 6B, 7, 7L, 8, 11, 11B, 12, 12D, 13, 14, 18, 18L, 19B, 19I, 20, 20Z, 21 in 22) ter integrirana linija (3G).
Skupaj je na vsej cesti od središča Ljubljane do konca Črnuč 15 postajališč mestnega potniškega prometa (vključno z začetno/končno postajo Črnuče, ki je tudi obračališče.

### Postajališča MPP
| postajališče                | št. linije                                    |
| --------------------------- | --------------------------------------------- |
| 100022 Razstavišče          | 6, 6B,7, 7L, 8, 11, 13, 14, 19B, 19I, 20, 20Z |
| 101052 Astra                | 6, 8, 11, 19B, 19I, 22                        |
| 102042 Stadion              | 6, 8, 11                                      |
| 102082 Mercator             | 6, 8, 11                                      |
| 103032 AMZS                 | 6, 8, 11, 18                                  |
| 103072 Smelt                | 6, 8, 11, 18                                  |
| 103102 Stožice              | 6, 8, 11, 18                                  |
| 103132 Ruski car            | 6, 8, 11                                      |
| 104032 Ježica               | 6, 8, 11, 21                                  |
| 104052 Sava                 | 6, 21                                         |
| 104102 Kolodvor Črnuče      | 6, 21                                         |
| 104112 Rogovilc             | 6                                             |
| 104161 Črnuče (obračališče) | 6                                             |

| postajališče                | št. linije                                                   |
| --------------------------- | ------------------------------------------------------------ |
| 104111 Rogovilc             | 6, 21                                                        |
| 104101 Kolodvor Črnuče      | 6, 21                                                        |
| 104051 Sava                 | 6, 8, 21                                                     |
| 104031 Ježica               | 6, 8, 11                                                     |
| 104033 Ježica (obračališče) | 21                                                           |
| 103131 Ruski car            | 6, 8, 11                                                     |
| 103101 Stožice              | 6, 8, 11, 18                                                 |
| 103071 Smelt                | 6, 8, 11, 18                                                 |
| 103031 AMZS                 | 6, 8, 11, 18                                                 |
| 102081 Mercator             | 6, 8, 11                                                     |
| 102041 Stadion              | 6, 8, 11                                                     |
| 101051 Astra                | 6, 8, 11, 19B, 19I, 22                                       |
| 100021 Razstavišče          | 3G, 6, 7, 7L, 8, 11, 11B, 12, 12D, 13, 14, 19B, 19I, 20, 20Z |